# 1534 год
1534 (ты́сяча пятьсо́т три́дцать четвёртый) год  по юлианскому календарю — невисокосный год, начинающийся в четверг. Это 1534 год нашей эры, 4‑й год 4‑го десятилетия XVI века 2‑го тысячелетия, 5‑й год 1530‑х годов. Он закончился 491 год назад.
| Пн | Вт | Ср | Чт | Пт | Сб | Вс |
|    |    |    | 1  | 2  | 3  | 4  |
| 5  | 6  | 7  | 8  | 9  | 10 | 11 |
| 12 | 13 | 14 | 15 | 16 | 17 | 18 |
| 19 | 20 | 21 | 22 | 23 | 24 | 25 |
| 26 | 27 | 28 | 29 | 30 | 31 |    |

| Пн | Вт | Ср | Чт | Пт | Сб | Вс |
|    |    |    |    |    |    | 1  |
| 2  | 3  | 4  | 5  | 6  | 7  | 8  |
| 9  | 10 | 11 | 12 | 13 | 14 | 15 |
| 16 | 17 | 18 | 19 | 20 | 21 | 22 |
| 23 | 24 | 25 | 26 | 27 | 28 |    |

| Пн | Вт | Ср | Чт | Пт | Сб | Вс |
|    |    |    |    |    |    | 1  |
| 2  | 3  | 4  | 5  | 6  | 7  | 8  |
| 9  | 10 | 11 | 12 | 13 | 14 | 15 |
| 16 | 17 | 18 | 19 | 20 | 21 | 22 |
| 23 | 24 | 25 | 26 | 27 | 28 | 29 |
| 30 | 31 |    |    |    |    |    |

| Пн | Вт | Ср | Чт | Пт | Сб | Вс |
|    |    | 1  | 2  | 3  | 4  | 5  |
| 6  | 7  | 8  | 9  | 10 | 11 | 12 |
| 13 | 14 | 15 | 16 | 17 | 18 | 19 |
| 20 | 21 | 22 | 23 | 24 | 25 | 26 |
| 27 | 28 | 29 | 30 |    |    |    |

| Пн | Вт | Ср | Чт | Пт | Сб | Вс |
|    |    |    |    | 1  | 2  | 3  |
| 4  | 5  | 6  | 7  | 8  | 9  | 10 |
| 11 | 12 | 13 | 14 | 15 | 16 | 17 |
| 18 | 19 | 20 | 21 | 22 | 23 | 24 |
| 25 | 26 | 27 | 28 | 29 | 30 | 31 |

| Пн | Вт | Ср | Чт | Пт | Сб | Вс |
| 1  | 2  | 3  | 4  | 5  | 6  | 7  |
| 8  | 9  | 10 | 11 | 12 | 13 | 14 |
| 15 | 16 | 17 | 18 | 19 | 20 | 21 |
| 22 | 23 | 24 | 25 | 26 | 27 | 28 |
| 29 | 30 |    |    |    |    |    |

| Пн | Вт | Ср | Чт | Пт | Сб | Вс |
|    |    | 1  | 2  | 3  | 4  | 5  |
| 6  | 7  | 8  | 9  | 10 | 11 | 12 |
| 13 | 14 | 15 | 16 | 17 | 18 | 19 |
| 20 | 21 | 22 | 23 | 24 | 25 | 26 |
| 27 | 28 | 29 | 30 | 31 |    |    |

| Пн | Вт | Ср | Чт | Пт | Сб | Вс |
|    |    |    |    |    | 1  | 2  |
| 3  | 4  | 5  | 6  | 7  | 8  | 9  |
| 10 | 11 | 12 | 13 | 14 | 15 | 16 |
| 17 | 18 | 19 | 20 | 21 | 22 | 23 |
| 24 | 25 | 26 | 27 | 28 | 29 | 30 |
| 31 |    |    |    |    |    |    |

| Пн | Вт | Ср | Чт | Пт | Сб | Вс |
|    | 1  | 2  | 3  | 4  | 5  | 6  |
| 7  | 8  | 9  | 10 | 11 | 12 | 13 |
| 14 | 15 | 16 | 17 | 18 | 19 | 20 |
| 21 | 22 | 23 | 24 | 25 | 26 | 27 |
| 28 | 29 | 30 |    |    |    |    |

| Пн | Вт | Ср | Чт | Пт | Сб | Вс |
|    |    |    | 1  | 2  | 3  | 4  |
| 5  | 6  | 7  | 8  | 9  | 10 | 11 |
| 12 | 13 | 14 | 15 | 16 | 17 | 18 |
| 19 | 20 | 21 | 22 | 23 | 24 | 25 |
| 26 | 27 | 28 | 29 | 30 | 31 |    |

| Пн | Вт | Ср | Чт | Пт | Сб | Вс |
|    |    |    |    |    |    | 1  |
| 2  | 3  | 4  | 5  | 6  | 7  | 8  |
| 9  | 10 | 11 | 12 | 13 | 14 | 15 |
| 16 | 17 | 18 | 19 | 20 | 21 | 22 |
| 23 | 24 | 25 | 26 | 27 | 28 | 29 |
| 30 |    |    |    |    |    |    |

| Пн | Вт | Ср | Чт | Пт | Сб | Вс |
|    | 1  | 2  | 3  | 4  | 5  | 6  |
| 7  | 8  | 9  | 10 | 11 | 12 | 13 |
| 14 | 15 | 16 | 17 | 18 | 19 | 20 |
| 21 | 22 | 23 | 24 | 25 | 26 | 27 |
| 28 | 29 | 30 | 31 |    |    |    |

## События
- 1493—1593 — Столетняя хорватско-османская война. Серия вооружённых конфликтов между Королевством Хорватия и Османской империей[1].
- 1507—1622 — Португало-персидская война. Ряд вооружённых конфликтов между колониалистской Португалией и вассальным Ормузом, с одной стороны, и Сефевидской империей, поддерживаемой англичанами, с другой[2].
- 1511—1641 — Малайско-португальская война. Вооружённый конфликт XVI-XVII веков, в котором Малаккский султанат при поддержке империи Мин, Голландской Ост-Индской компании (с 1607) и Джохора безуспешно сопротивлялся Португальской империи, стремившейся захватить Малакку и установить контроль над торговлей между Индией и Китаем[3].
- 1514—1555 — Турецко-персидская война[4]:
  - Турецкое нашествие в Закавказье и Месопотамию. Сражения в Закавказье и Иране. Захват Ширвана и Западной Грузии. Взятие турками Тебриза. Турки завладели прибрежной Аравией и вышли через Багдад и Басру к Персидскому заливу. Присоединение Ирака, кроме Басры.
  - Взятие Багдада воинскими формированиями вооружённых сил Османской империи, находившимися под командованием Сулеймана I[5].
- 1526—1543 — пять походов турок против Венгрии.
- 1527—1538 — Венгерская гражданская война[6].
- 1529—1536 — Альваро Нуньес Кавеса де Вака (1490—1564 или 1507-59) первым из европейцев пересек Северную Америку с востока на запад (Великие равнины, бассейн Рио-Гранде).
- 1529—1543 — Адало-эфиопская война[7].
- 1530—1535 — племена текрур опустошили всю страну Мали южнее Сенегала.
- 1532—1534 — восстание крестьян-ходов около Домажлице (Чехия).

- 1533—1536 — в Дании развернулась междоусобная борьба за престол («графская распря») между Кристианом II и Кристианом III. Восстание крестьян и горожан под лозунгами реформации во главе с бургомистрами Копенгагена и Мальме. Норвежская знать во главе с епископом Олафом Энгельбректсоном поддерживала Кристиана III.
- 1533—1535 — волнения солдат в Датуне и на Ляодуне.
- 1534—1536 — крестьянско-плебейские восстания в Нидерландах.
- 1534—1536 — Графская распря[8].
- Февраль — Анабаптисты во главе с Яном Матисом и Иоанном Лейденским фактически захватили власть в Мюнстере. Осада Мюнстера войсками епископа.
- 10 мая — французский мореплаватель Жак Картье после двадцатидневного плавания открыл Ньюфаундленд[9].
- 24 июля — Жак Картье высадился на территории современного Квебека, там, где сейчас находится город Гаспе, и объявил эти земли владением французского короля[10].
- 6 декабря — конкистадор Себастьян де Белалькасар основал на руинах древнего индейского города город Кито, ныне столицу Эквадора[11].

- Английский парламент освободил церковь Англии от подчинения Риму. Акт о верховенстве короля над церковью в Англии («Акт о супрематии»). Начало английской реформации (образование англиканской церкви). В Англии и Германии конфисковано имущество Ордена святого Лазаря.
- В Париже испанским дворянином Игнатием Лойолой основан монашеский орден иезуитов. Орден утверждён Папой Римским Павлом III в 1540 году.
- Захват португальцами Бассейна (Индия).
- Начало Реформации в Англии.

## Русское государство
Правление: 1533—1538 — Елена Васильевна Глинская при малолетнем Иване IV Васильевиче Грозном
- 1534—1537 — Русско-литовская война.
  - Казанские войска направлены в составе русской армии на войну с ВКЛ[12].
  - Безуспешно осаждался Стародуб (см. 1535 год)[13].
- Начало года — Елена Глинская посылает в Крымское и Казанское ханства и ВКЛ послов с уведомлением о кончине Василия III и о вступлении на престол его сына, великого князя Ивана, будущего Грозного[14].
- Русскому правительству удалось достигнуть мирного соглашение с крымским ханом Ислам I Гиреем, однако уже в 1535 году последовал новый набег[15]
- Русское посольство к польскому королю Сигизмунду II Августу[16].
- Лето — по подозрению в измене схвачен Иван Фёдорович Бельский[14].
- Начало августа — после бегства в ВКЛ Бельского Семёна Фёдоровича и окольничего Ляцкого Ивана Васильевича по приказу Елены Глинской арестован Воротынский Иван Михайлович как "советник" и осенью вновь сослан вместе с сыном Воротынским Михаилом Ивановичем в заключение на Белоозеро, где и умер в 1535 году. Княжество вновь конфисковано (см. 1522 и 1531)[17].
- 19 августа — арестован дядя и воспитатель великой княгини Михаил Львович Глинский, где два года провёл в заточении и скончался (ум. 1536 год)[14][18].
- Осень — вся полнота власти в Русском государстве от опекунского совета назначенного в 1533 году переходит к Елене Глинской, присвоившей себе титул "Государыни"[19].
- 11 декабря — по подозрению в заговоре арестован брат Ивана III — Юрия Дмитровского, которого Елена Глинская приказала посадить "за сторожа" в ту самую темницу, где ранее сидел Дмитрий Иванович Внук, внук великого князя Ивана III[14].
- 1534—1538 — начата постройка Китайгородской стены[20].
- Местничество: Стригин-Оболенский Александр Иванович — отказ от посольства в Крымское ханство[21].

## Начало правления
См.также: Список глав государств в 1534 году
- 1534—1559 — король Дании и Норвегии Кристиан III.
- 1534—1549 — Папа Павел III (1468—1549).

## Наука и искусство
- 21 мая — епископ Мексики Хуан де Сумаррага получил королевское разрешение на открытие первой библиотеки в Мехико.

## Родились
См. также: Категория:Родившиеся в 1534 году
- Аншиета, Жозе ди — иезуитский миссионер с Канарских островов, одна из крупнейших фигур в истории и культуре колониальной Бразилии в течение первого столетия после её открытия португальцами.
- Гуру Рам Дас — четвёртый гуру сикхов.
- Лурия, Ицхак — иудейский богослов, создавший новое направление в мистическом учении Каббала. Его именем названа школа лурианской каббалы.
- Ода Нобунага — военно-политический лидер Японии периода Сэнгоку, один из наиболее выдающихся самураев в японской истории, посвятивших свою жизнь объединению страны.
- Фредерик II — король Дании и Норвегии с 1 января 1559 года, из династии Ольденбургов[22].

## Скончались
См. также: Категория:Умершие в 1534 году
- Альфонсо I д’Эсте — герцог Феррары, Модены и Реджио (1505—1534), участник Итальянских войн и войн Камбрейской Лиги, третий муж Лукреции Борджиа.
- Климент VII — Папа Римский с 19 ноября 1523 по 25 сентября 1534.
- Корреджо — итальянский живописец периода Высокого Возрождения.
- Пигафетта, Антонио — итальянский мореплаватель, сверхштатный (исп. sobresaliente) участник экспедиции Магеллана-Элькано (1519-22).
- Сангалло, Антонио да (старший) — итальянский архитектор и инженер. Дядя Антонио да Сангалло.
- Чайтанья Махапрабху — основоположник гаудия-вайшнавской традиции индуизма, где он рассматривается как особое воплощение Радхи и Кришны в одном лице.
- Айше Хафса Султан — мать Сулеймана l, валиде-султан.